# Acta Cientifica Potosina
Acta Cientifica Potosina (abreviado Acta Ci. Potos.) es una revista científica con ilustraciones y descripciones botánicas que es publicada en San Luis Potosí desde el año 1957 hasta ahora.